# 500 Miles de Fuji 1990
Navigation
Édition précédente Édition suivante
Les 500 miles de Fuji 1990 (officiellement appelé les 1990 All Japan Fuji 500 miles), disputées le 22 juillet 1990 sur le Fuji Speedway, ont été la troisième manche du Championnat du Japon de sport-prototypes 1990.

## La course

### Classement de la course
Voici le classement officiel au terme de la course,.
- Les premiers de chaque catégorie du championnat du monde sont signalés par un fond jaune.
- Pour la colonne Pneus, il faut passer le curseur au-dessus du modèle pour connaître le manufacturier de pneumatiques.
- Les voitures ne réussissant pas à parcourir 75% de la distance du gagnant sont non classées (NC).

| Pos  | Classe | no  | Écurie                             | Pilotes                                         | Châssis                             | Pneus | Tours | Temps                             |
| Pos  | Classe | no  | Écurie                             | Pilotes                                         | Moteur                              | Pneus | Tours | Temps                             |
| ---- | ------ | --- | ---------------------------------- | ----------------------------------------------- | ----------------------------------- | ----- | ----- | --------------------------------- |
| 1    | C1     | 24  | Nissan Motorsport                  | Masahiro Hasemi Anders Olofsson                 | Nissan R90CP                        | D     | 179   | 4:21:14.312                       |
| 1    | C1     | 24  | Nissan Motorsport                  | Masahiro Hasemi Anders Olofsson                 | Nissan VRH35Z 3,5 l V8 Turbo        | D     | 179   | 4:21:14.312                       |
| 2    | C1     | 100 | Trust Racing Team                  | George Fouché Steven Andskär                    | Porsche 962C GTi                    | D     | 177   | + 2 tours                         |
| 2    | C1     | 100 | Trust Racing Team                  | George Fouché Steven Andskär                    | Porsche Type-935 3,0 l Flat-6 Turbo | D     | 177   | + 2 tours                         |
| 3    | C1     | 23  | Nissan Motorsport                  | Kazuyoshi Hoshino Toshio Suzuki                 | Nissan R90CP                        | B     | 176   | + 3 tours                         |
| 3    | C1     | 23  | Nissan Motorsport                  | Kazuyoshi Hoshino Toshio Suzuki                 | Nissan VRH35Z 3,5 l V8 Turbo        | B     | 176   | + 3 tours                         |
| 4    | C1     | 33  | Takefuji (en) Racing Team          | Johnny Herbert Rickard Rydell                   | Porsche 962C                        | D     | 176   | + 3 tours                         |
| 4    | C1     | 33  | Takefuji (en) Racing Team          | Johnny Herbert Rickard Rydell                   | Porsche Type-935 3,0 l Flat-6 Turbo | D     | 176   | + 3 tours                         |
| 5    | C1     | 7   | The Alpha Racing                   | Tiff Needell Derek Bell                         | Porsche 962C                        | Y     | 174   | + 5 tours                         |
| 5    | C1     | 7   | The Alpha Racing                   | Tiff Needell Derek Bell                         | Porsche Type-935 3,0 l Flat-6 Turbo | Y     | 174   | + 5 tours                         |
| 6    | C1     | 85  | Cabin Racing Team With Team LeMans | Takao Wada Osamu Nakako                         | Nissan R90V                         | Y     | 167   | + 12 tours                        |
| 6    | C1     | 85  | Cabin Racing Team With Team LeMans | Takao Wada Osamu Nakako                         | Nissan VRH35 3,5 l V8 Turbo         | Y     | 167   | + 12 tours                        |
| 7    | C1     | 39  | Toyota Team SARD                   | Roland Ratzenberger Naoki Nagasaka              | Toyota 90C-V                        | D     | 167   | + 12 tours                        |
| 7    | C1     | 39  | Toyota Team SARD                   | Roland Ratzenberger Naoki Nagasaka              | Toyota R36V 3,6 l V8 Turbo          | D     | 167   | + 12 tours                        |
| 8    | GTP    | 230 | Pleasure Racing                    | Tetsuji Shiratori Shuji Fujii Seisaku Suzuki    | Mazda 757                           | D     | 159   | + 20 tours                        |
| 8    | GTP    | 230 | Pleasure Racing                    | Tetsuji Shiratori Shuji Fujii Seisaku Suzuki    | Mazda 13G 2,0 l 3-Rotor             | D     | 159   | + 20 tours                        |
| 9    | GTP    | 202 | Mazdaspeed                         | Yoshimi Katayama Yojiro Terada Takashi Yorino   | Mazda 787                           | D     | 158   | + 21 tours                        |
| 9    | GTP    | 202 | Mazdaspeed                         | Yoshimi Katayama Yojiro Terada Takashi Yorino   | Mazda R26B 2,6 l 4-Rotor            | D     | 158   | + 21 tours                        |
| DSQ  | GTP    | 201 | Mazdaspeed                         | Pierre Dieudonné David Kennedy                  | Mazda 787                           | D     | 176   | Réservoir d'essence non conforme  |
| DSQ  | GTP    | 201 | Mazdaspeed                         | Pierre Dieudonné David Kennedy                  | Mazda R26B 2,6 l 4-Rotor            | D     | 176   | Réservoir d'essence non conforme  |
| Abd. | C1     | 36  | Toyota Team TOM'S                  | Hitoshi Ogawa Masanori Sekiya                   | Toyota 90C-V                        | B     | 148   | Moteur                            |
| Abd. | C1     | 36  | Toyota Team TOM'S                  | Hitoshi Ogawa Masanori Sekiya                   | Toyota R36V 3,6 l V8 Turbo          | B     | 148   | Moteur                            |
| Abd. | C1     | 1   | Advan Alpha Racing                 | Kunimitsu Takahashi Kazuo Mogi                  | Porsche 962C                        | Y     | 130   | Moteur                            |
| Abd. | C1     | 1   | Advan Alpha Racing                 | Kunimitsu Takahashi Kazuo Mogi                  | Porsche Type-956/82 Flat-6 Turbo    | Y     | 130   | Moteur                            |
| Abd. | C1     | 2   | Alpha Racing                       | David Sears (en) Will Hoy                       | Porsche 962C                        | B     | 126   | Accident                          |
| Abd. | C1     | 2   | Alpha Racing                       | David Sears (en) Will Hoy                       | Porsche Type-935 3,0 l Flat-6 Turbo | B     | 126   | Accident                          |
| Abd. | C1     | 21  | AO Racing                          | Katsutomo Kaneishi (en) Costas Los Kazuhiko Oda | Spice SE90C                         | D     | 60    | Accident                          |
| Abd. | C1     | 21  | AO Racing                          | Katsutomo Kaneishi (en) Costas Los Kazuhiko Oda | Ford Cosworth DFZ 3,5 l V8 Atmo     | D     | 60    | Accident                          |
| Abd. | C1     | 27  | FromA Racing                       | Akihiko Nakaya Volker Weidler Yukihiro Hane     | Porsche 962C                        | B     | 4     | Moteur                            |
| Abd. | C1     | 27  | FromA Racing                       | Akihiko Nakaya Volker Weidler Yukihiro Hane     | Porsche Type-956/82 Flat-6 Turbo    | B     | 4     | Moteur                            |
| Np.  | C1     | 20  | Alpha Cubic With RLR               | Allen Berg Chiyomi Totani                       | Porsche 962C GTi                    | D     | -     | Accident durant les essais        |
| Np.  | C1     | 20  | Alpha Cubic With RLR               | Allen Berg Chiyomi Totani                       | Porsche Type-935 3,0 l Flat-6 Turbo | D     | -     | Accident durant les essais        |
| Np.  | C1     | 55  | Omron Racing                       | Vern Schuppan Eje Elgh Tomas Mezera (en)        | Porsche 962C                        | D     | -     | Accident durant les essais libres |
| Np.  | C1     | 55  | Omron Racing                       | Vern Schuppan Eje Elgh Tomas Mezera (en)        | Porsche Type-935 3,0 l Flat-6 Turbo | D     | -     | Accident durant les essais libres |

## Pole position et record du tour
- Pole position :  Masahiro Hasemi (#23 Nissan Motorsport) en 1 min 16 s 159
- Meilleur tour en course :  Hitoshi Ogawa (#36 Toyota Team Tom’s) en 1 min 20 s 676

## À noter
- Longueur du circuit : 4,470 km
- Distance parcourue par les vainqueurs : 800,130 km